# Pseudochilus
Pseudochilus (лат.) — род одиночных ос (Eumeninae).

## Описание
От близких родов ос отличается следующими признаками: формула щупиков самки 5-3; престигма длиннее птеростигмы. Усики самцов спирально закручены или модифицированы в апикальной части. Тегулы сзади округлые, не достигают заднего конца паратегул. Пронотум шире длины в дорсальном виде; тергит I длиннее ширины в дорсальном виде; задний конец тергита II с неглубокой впадиной. Тергит I более чем в 0,5 раза шире тергита II в дорсальном виде. Средние голени с одной шпорой. Переднее крыло с первой и второй возвратными жилками, исходящими в субмаргинальной ячейке II.

## Классификация
В мировой фауне известно 8 видов. Афротропика.
- Pseudochilus asmarensis Giordani Soika[англ.], 1936
- Pseudochilus botswanensis Giordani Soika, 1987
- ?Pseudochilus capensis  (de Saussure)
- Pseudochilus glabripalpis (Saussure, 1852)
- ?Pseudochilus insignis  (de Saussure)
- ?Pseudochilus major  (de Saussure)
- Pseudochilus tricolor Giordani Soika, 1987
- Pseudochilus versicolor (Schulthess, 1914)